# Mandaryna
Mandaryna, de son vrai nom Marta Katarzyna Wiktoria Wiśniewska, est une chanteuse polonaise née le 12 mars 1978 à Łódź. Elle est la  fille de Wiesława i Roman Mandrykiewicz. Elle fut l'épouse de Michał Wiśniewski.

## Vie privée
Elle est mariée à Michał Wiśniewski de 2002 à 2006. Ils se marient le 11 février 2002 et célèbrent un mariage à l'église à Kiruna le 10 décembre 2003 ; la cérémonie est retransmise par TVN,,,.

## Discographie
- Mandaryna.com :
  - Here I Go Again, 2004
  - L'été indien, 2004.

- Mandarynkowy sen :
  - Ev'ry Night, 2005
  - You Give Love a Bad Name,2005
  - A Spaceman Came Travelling, 2006.

- AOK:
  - Bad dog, Good dog, 2009.